# Danville (Kentucky)
Danville és una ciutat dels Estats Units a l'estat de Kentucky. Segons el cens del 2000 tenia 15.477 habitants. Danville és la seu de comtat del Comtat de Boyle i també és la ciutat més important de l'àrea micropolitana de Danville.

## Demografia
Segons el cens del 2000, Danville tenia 15.477 habitants, 6.223 habitatges, i 4.013 famílies. La densitat de població era de 378,4 habitants/km².
Dels 6.223 habitatges en un 29,2% hi vivien nens de menys de 18 anys, en un 47,4% hi vivien parelles casades, en un 14,2% dones solteres, i en un 35,5% no eren unitats familiars. En el 31,7% dels habitatges hi vivien persones soles el 14% de les quals corresponia a persones de 65 anys o més que vivien soles. El nombre mitjà de persones vivint en cada habitatge era de 2,26 i el nombre mitjà de persones que vivien en cada família era de 2,82.
Per edats la població es repartia de la següent manera: un 22,4% tenia menys de 18 anys, un 13,3% entre 18 i 24, un 25,8% entre 25 i 44, un 22,2% de 45 a 60 i un 16,3% 65 anys o més.
L'edat mediana era de 37 anys. Per cada 100 dones de 18 o més anys hi havia 81,2 homes.
La renda mediana per habitatge era de 32.938 $ i la renda mediana per família de 40.528 $. Els homes tenien una renda mediana de 35.327 $ mentre que les dones 24.542 $. La renda per capita de la població era de 18.906 $. Entorn del 9,4% de les famílies i el 12,4% de la població estaven per davall del llindar de pobresa.

## Poblacions més properes
El següent diagrama mostra les poblacions més properes.